# Рид, Кристал
Кри́стал Мари́ Ри́д (англ. Crystal Marie Reed, род. 6 февраля 1985) — американская актриса. Наиболее известна по роли Эллисон Арджент в телесериале «Волчонок».

## Ранняя жизнь и образование
Рид родилась в городе Роузвилль, штат Мичиган, в консервативной католической семье. Повзрослев, девушка стала посещать баптистскую церковь. У Кристал есть старший брат по имени Кори. Она изучала танцы с самого раннего возраста и была капитаном школьной команды чирлидеров в средней школе, а также играла в местном общественном театре и была активным членом её местного театрального сообщества, снявшись в мюзиклах «Энни» и «Скрипач на крыше», «Бриолин». Окончив школу в 2003 году, Кристал поступила в университет Уэйна. Получив степень бакалавра гуманитарных наук, она переехала в Чикаго и начала выступать на сценах местных театров. В декабре 2008 года переехала в Голливуд, чтобы продолжить карьеру актрисы.

## Карьера
В 2010 году снялась в качестве гостя в «C.S.I.: Место преступления», «C.S.I.: Место преступления Нью-Йорк», «Риццоли и Айлс». В тот же период времени актрису можно было увидеть в романтической комедии «Эта дурацкая любовь» с Эммой Стоун, Стивом Кареллом, Джулианной Мур и Райаном Гослингом в главных ролях.
В 2011 году актриса получила предложения сняться в одной из главных ролей в подростковом мистическом телесериале «Волчонок» (другое название — «Оборотень»). Девушке досталась роль Эллисон Снаппи Арджент, лучника, гимнастки и потомственного охотника, в которую влюбляется оборотень.
В 2013 году Кристал совместно с коллегами по сериалу «Волчонок» — актёрами Тайлером Пози, Диланом О’Брайеном, Тайлером Хеклином и Холланд Роден — получила награду Young Hollywood Awards в номинации «Лучший актёрский ансамбль».
В том же году Рид снялась в главной роли в хорроре «Одержимая», сыграв скромную школьницу по имени Бесс, которая давно влюблена в главного героя Скотта (Лукас Тилл).
Ещё до начала съёмок 3-го сезона нашумевшего сериала об оборотнях Рид решила попробовать себя в других ролях. Она обратилась к исполнительному продюсеру сериала Джеффу Дэвису. Тот поговорил со сценаристами, и те вписали в сюжет сериала изменения. Так в марте 2014 года Рид покинула сериал — по сюжету её героиню Эллисон убил Они (Крейг Хенингсен) из-за того, что она узнала их слабость.
«Да, покинуть шоу было моим выбором. Но как тяжело мне это далось! Я не представляла, как будет трудно, когда мы дойдём до финальной сцены. В Эллисон много от меня, а во мне — от неё».
Следующей работой Кристал стала главная роль в триллере Дэнниса Хаука «Cлишком поздно», который не снискал особого успеха, хотя получил неплохие оценки от критиков и зрителей.
В феврале 2016 года актриса вновь появилась в сериале «Волчонок», но уже не как Эллисон, а как Мари-Джен Валет (Жеводанская дева), самая первая охотница из Арджентов. Полное сходство героинь создатели сериала объяснили тем, что Мари-Джен — предок Эллисон Арджент.
В середине 2017 года Рид предложили роль в четвёртом сезоне телесериала «Готэм». Девушка сыграла Софию Фальконе, дочь могущественного главаря мафии, Кармайна Фальконе. Мировая премьера нового сезона мрачного телесериала, созданного по мотивам комиксов DC Comics, состоялась 21 сентября 2017 года.

## Личная жизнь
С 2008 по 2012 год Рид была замужем за Питером Ноттоли. С 2011 по 2013 год она встречалась с британским актёром Дэниелом Шарманом, партнёром по сериалу «Волчонок».
С июля 2013 года Рид состояла в отношениях с австралийским ведущим Дарреном Макмалленом. По словам Макмаллена, они не планировали сочетаться браком и заводить детей, пока в Австралии не будут разрешены однополые браки. Пара рассталась в начале 2019 года.

## Фильмография

### Кино
| Год  | Название на русском        | Название на английском   | Роль            | Примечания |
| ---- | -------------------------- | ------------------------ | --------------- | ---------- |
| 2010 | Скайлайн                   | Skyline                  | Дэниз           |            |
| 2011 | Эта дурацкая любовь        | Crazy, Stupid, Love.     | Эми Джонсон     |            |
| 2012 | По признакам совместимости | Jewtopia                 | Ребекка Оджин   |            |
| 2013 | Одержимая                  | Crush                    | Бесс            |            |
| 2015 | Слишком поздно             | Too Late                 | Дороти          |            |
| 2018 | Страна призраков           | Incident in a Ghost Land | Бет             |            |
| 2023 | Волчонок: Фильм            | Teenwolf: The Movie      | Эллисон Арджент |            |

### Телевидение
| Год       | Название на русском                 | Название на английском         | Роль                             | Примечания                                                        |
| --------- | ----------------------------------- | ------------------------------ | -------------------------------- | ----------------------------------------------------------------- |
| 2010      | C.S.I.: Место преступления          | CSI: Crime Scene Investigation | Джули                            | Lost & Found                                                      |
| 2010      | Достоинство Бергера                 | The Hard Times Of RJ Berger    | Рене                             | The Berger Cometh                                                 |
| 2010      | Риццоли и Айлс                      | Rizzoli & Isles                | Натали                           | She Works Hard For The Money                                      |
| 2010      | C.S.I.: Место преступления Нью-Йорк | CSI: NY                        | Джулс Родей                      | Damned If You Do                                                  |
| 2011      | До смерти красива                   | Drop Dead Diva                 | Эли                              | He Said, She Said                                                 |
| 2011—2016 | Волчонок                            | Teen Wolf                      | Эллисон Арджент / Мари-Жанн Вале | Главная роль (1—3 сезоны, 48 эпизодов) Эпизод: «Maid of Gévaudan» |
| 2017—2018 | Готэм                               | Gotham                         | София Фальконе                   | Основной состав                                                   |
| 2019      | Болотная тварь                      | Swamp Thing                    | Эбби Аркейн                      |                                                                   |